# Arrhenatherum
Arrhenatherum P.Beauv., 1812 è un genere di piante angiosperme monocotiledoni appartenente alla famiglia Poaceae (o Gramineae, nom. cons.).

## Etimologia
Il nome del genere deriva da due parole greche "arrhen" (= maschio) e "ather" (= setola, resta) e si riferisce al fiore maschile (della spighetta) terminante in una resta.

## Descrizione

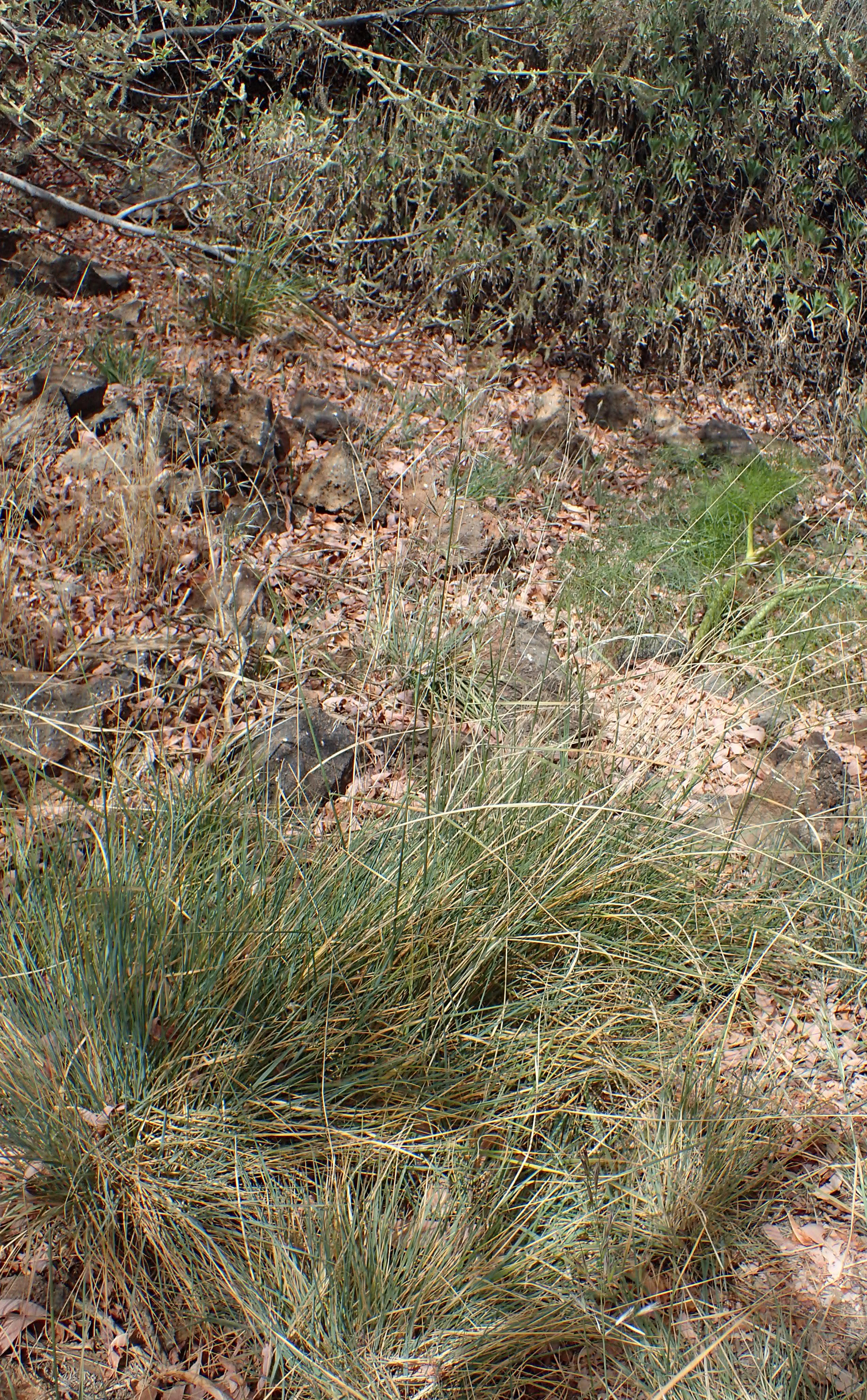
Il portamento
Arrhenatherum calderae

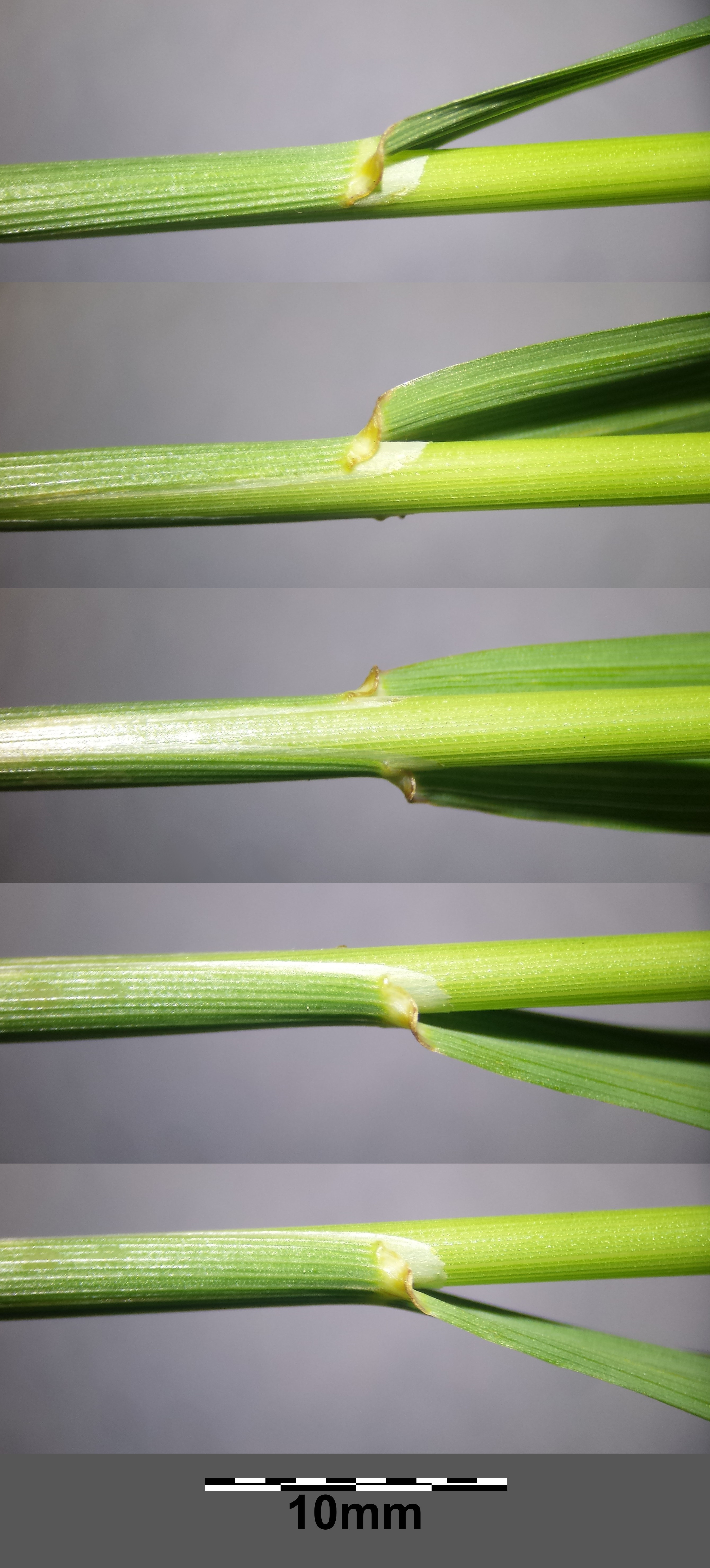
Le foglie
Arrhenatherum elatius

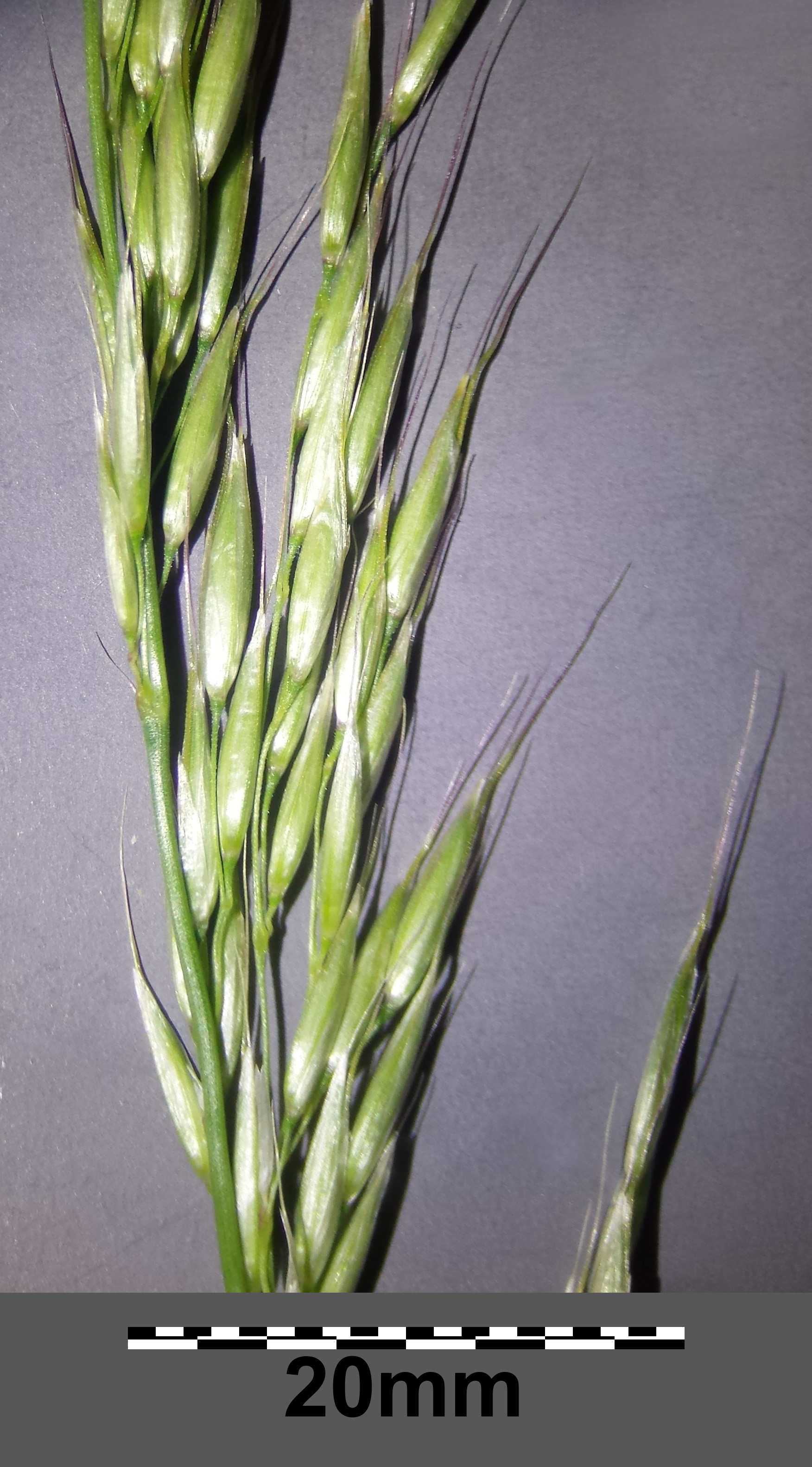
Infiorescenza
Arrhenatherum elatius

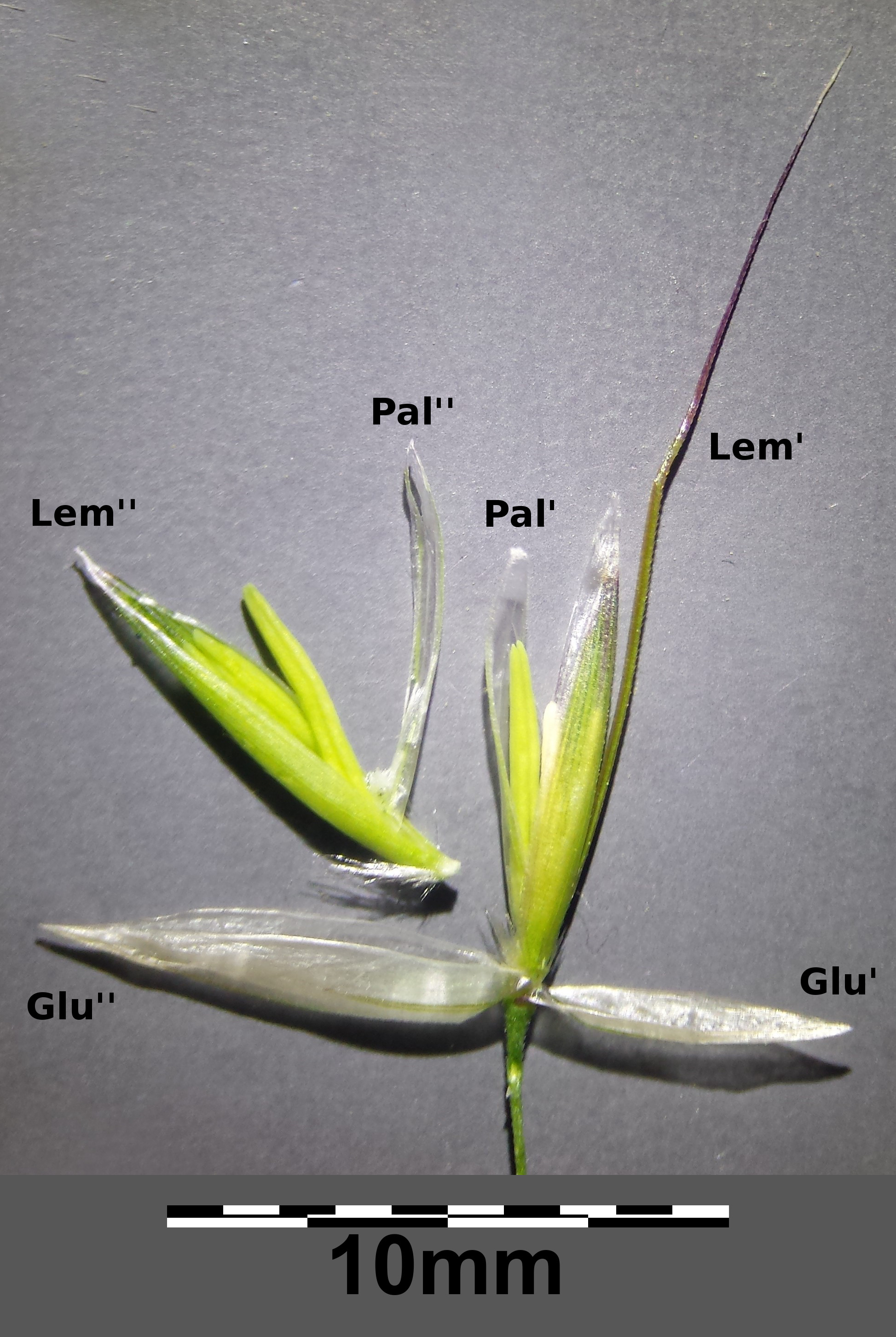
I fiori
Arrhenatherum elatius

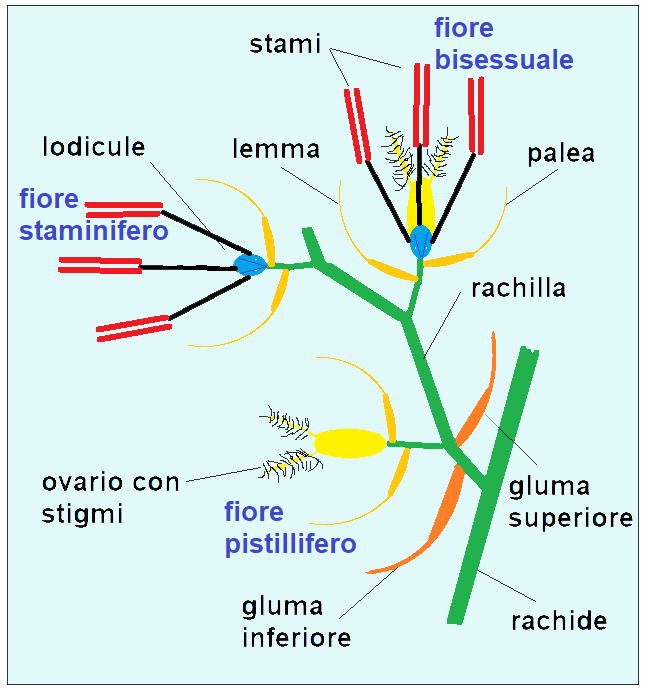
Spighetta generica con tre fiori diversi.

Queste piante arrivano ad una altezza di circa 18 dm. La forma biologica prevalente è emicriptofita cespitosa (H caesp), sono piante erbacee, bienni o perenni, con gemme svernanti al livello del suolo e protette dalla lettiera o dalla neve e presentano ciuffi fitti di foglie che si dipartono dal suolo. Sono presenti anche specie rizomatose, mentre non sono presenti i micropeli.

### Radici
Le radici sono fascicolate.

### Fusto
- Parte ipogea: la parte sotterranea consiste in un rizoma ramoso, a volte può essere stolonifero.
- Parte epigea: la parte aerea del fusto è un culmo ascendente e robusto. La sezione è cava e più o meno rotonda.

### Foglie
Le foglie lungo il culmo sono disposte in modo alterno, sono distiche e si originano dai vari nodi. Sono composte da una guaina, una ligula e una lamina. Le venature sono parallelinervie. Non sono presenti i pseudopiccioli e, nell'epidermide delle foglia, le papille. 
- Guaina: la guaina è abbracciante il fusto e in genere è priva di auricole ed è glabra.
- Ligula: la ligula, corta, in genere con apice troncato, può essere membranosa e pelosa.
- Lamina: la lamina ha delle forme lineari e piatte con apice acuminato; la superficie è scabrosa e/o liscia.

### Infiorescenza
Infiorescenza principale (sinfiorescenza o semplicemente spiga): le infiorescenze, di tipo racemoso terminale (un racemo per infiorescenza), hanno la forma di una ampia e ricca pannocchia piramidale formata da diverse spighette biflore più o meno erette. La fillotassi dell'inflorescenza inizialmente è a due livelli (o a due ranghi), anche se le successive ramificazioni la fanno apparire a spirale.

### Spighetta
Infiorescenza secondaria (o spighetta): le spighette, moderatamente compresse lateralmente con forme da ellittiche a oblunghe, sottese da due brattee distiche e strettamente sovrapposte chiamate glume (inferiore e superiore), sono formate da due fiori. Alla base di ogni fiore sono presenti due brattee: la palea e il lemma. La disarticolazione in genere avviene con la rottura della rachilla sopra le glume, ma non tra ogni fiore. I fiori inferiori sono maschili; quelli superiori sono ermafroditi. 
- Glume: le glume, persistenti, in genere più piccole dei fiori e con forme lanceolate e apice acuto, sono subuguali.
- Palea: la palea è un profillo lanceolato con alcune venature e margini cigliati.
- Lemma: la forma è oblunga-lanceolata; il dorso del lemma dei fiori maschili è provvisto (alla base) di una resta; la resta può essere contorta e ginocchiata. I fiori superiori (ermafroditi) hanno una resta più breve.

### Fiore
I fiori fertili sono attinomorfi formati da 3 verticilli: perianzio ridotto, androceo  e gineceo.
- Formula fiorale:[6]

*, P 2, A (1-)3(-6), G (2–3) supero, cariosside.
- Il perianzio è ridotto e formato da due lodicule, delle squame traslucide, poco visibili (forse relitto di un verticillo di 3 sepali). Le lodicule sono membranose e non vascolarizzate.
- L'androceo è composto da 3 stami ognuno con un breve filamento libero, una antera sagittata e due teche. Le antere sono basifisse con deiscenza da una fessura laterale longitudinale. Il polline è monoporato.
- Il gineceo è composto da 3-(2) carpelli connati formanti un ovario supero. L'ovario, pubescente all'apice, ha un solo loculo con un solo ovulo subapicale (o quasi basale). L'ovulo è anfitropo e semianatropo e tenuinucellato o crassinucellato. Lo stilo è breve con due stigmi papillosi e distinti.

### Frutti
I frutti sono delle cariossidi, ossia piccoli chicchi indeiscenti, con forme ovoidali, nei quali il pericarpo è formato da una sottile parete che circonda il singolo seme. In particolare il pericarpo è fuso al seme ed è aderente. L'endocarpo non è indurito e l'ilo è lungo e lineare. L'embrione è provvisto di epiblasto; ha inoltre un solo cotiledone altamente modificato (scutello senza fessura) in posizione laterale. I margini embrionali della foglia non si sovrappongono. A volte l'endosperma è liquido.

## Biologia
Come gran parte delle Poaceae, le specie di questo genere si riproducono per impollinazione anemogama. Gli stigmi più o meno piumosi sono una caratteristica importante per catturare meglio il polline aereo. La dispersione dei semi avviene inizialmente a opera del vento (dispersione anemocora) e una volta giunti a terra grazie all'azione di insetti come le formiche (mirmecoria). In particolare i frutti di queste erbe possono sopravvivere al passaggio attraverso le viscere dei mammiferi e possono essere trovati a germogliare nello sterco.

## Distribuzione e habitat
La distribuzione delle specie di questo genere è europea (mediterranea) e in parte asiatica. Nell'areale alpino è presente una sola specie di questo genere (di seguito sono indicati alcuni dati relativi all'habitat e al substrato caratteristici di questa specie):
- Arrhenatherum elatius.

Comunità vegetale: comunità delle macro- e megaforbie terrestri.
Piano vegetazionale: collinare, montano e in parte quello subalpino (oltre a quello planiziale – a livello del mare).
Substrato: il substrato preferito è calcareo, ma anche siliceo con pH neutro, alti valori nutrizionali del terreno che deve essere mediamente umido.
Habitat: gli habitat tipici per questa pianta sono i prati stabili, le siepi e i cespugli.
Zona alpina: tutto l'arco alpino.

## Tassonomia
La famiglia delle Poacee comprende circa 800 generi e oltre 9.000 specie. È una delle famiglie più numerose e più importanti del gruppo delle monocotiledoni. La famiglia è suddivisa in 12 sottofamiglie, il genere Arrhenatherum  fa parte della sottofamiglia Pooideae, tribù Poeae, sottotribù Aveninae.

### Specie
Il genere comprende le seguenti specie:
- Arrhenatherum album (Vahl) Clayton, 1962 - Distrubuzione: Mediterraneo occidentale
- Arrhenatherum calderae  A.Hansen, 1972 - Distrubuzione: Macaronesia
- Arrhenatherum elatius  (L.) P.Beauv. ex J.Presl & C.Presl, 1819 - Distrubuzione: Europa, Asia occidentale e Magreb
- Arrhenatherum kotschyi  Boiss., 1846 - Distrubuzione: Caucaso e Asia occidentale
- Arrhenatherum longifolium  (Thore) Dulac, 1867 - Distrubuzione: Mediterraneo occidentale
- Arrhenatherum palaestinum  Boiss., 1854 - Distrubuzione: Mediterraneo orientale
- Arrhenatherum pallens  (Link) Link, 1827 - Distrubuzione: Portogallo

### Specie spontanee italiane
Sul territorio italiano sono presenti due specie:
- Arrhenatherum elatius (L.) P.Beauv. ex J.Presl & C.Presl (Avena altissima).
- Arrhenatherum album (Vahl) Clayton.

### Filogenesi
La sottotribù Aveninae fa parte della tribù Aveneae Dumort., 1824 e quindi della supertribù Poodae L. Liu, 1980. All'interno della tribù, la sottotribù Aveninae appartiene al gruppo con le sequenze dei plastidi di tipo "Aveneae" (definito "Poeae chloroplast groups 1" o anche "Plastid Group 1 (Aveneae-type)").
All'interno delle Aveninae si individuano due subcladi. Arrhenatherum si trova nel primo clade insieme ai generi Avena e Helictotrichon. La posizione del genere Arrhenatherum è controversa in quanto alcuni botanici sostengono che è un segregato del genere Helictotrichon; altri lo risolvono come monofiletico.
Le seguenti sono sinapomorfie relative a tutta la sottofamiglie (Pooideae):
- la fillotassi dell'inflorescenza inizialmente è a due livelli;
- le spighette sono compresse lateralmente;
- i margini embrionali della foglia non si sovrappongono;
- l'embrione è privo della fessura scutellare.

Per il genere Arrhenatherum è stata individuata la seguente sinapomorfia: l'ilo si presenta lungamente lineare.
I numeri cromosomici per questo genere sono: 2n = 14, 28 e 42.